# Helene Bourdin
Helene Bourdin, född 30 december 1980 (före 2010 Nordquist), är en svensk friidrottare (sprinter) som tävlar för klubben Täby IS.
Vid EM i Barcelona 2010 deltog hon på 400 meter men slogs ut i försöken med tiden 53,78.

## Personliga rekord
| Utomhus - 100 meter – 12,26 (Sundsvall 8 augusti 2010) - 150 meter – 19,09 (Enskede 6 augusti 2013) - 200 meter – 24,03 (Sundsvall 8 augusti 2010) - 300 meter – 38,93 (Lerum 17 augusti 2008) - 300 meter – 39,57 (Lerum 19 augusti 2007) - 400 meter – 53,40 (Falun 22 augusti 2010) - 400 meter – 53,78 (Barcelona, Spanien 28 juli 2010) | Inomhus - 60 meter – 7,93 (Sätra 3 februari 2001) - 200 meter – 24,59 (Malmö 12 februari 2005) - 400 meter – 54,51 (Bollnäs 6 februari 2000) |

### Fotnoter
1. ↑  ”Stora SM 2010, dag 3”. trackandfield.se. Arkiverad från originalet den 29 september 2013. https://web.archive.org/web/20130928222318/http://www.trackandfield.se/resultat/2010/100821.htm. Läst 2 september 2013.
2. ↑  ”Stora SM 2008, dag 3”. trackandfield.se. Arkiverad från originalet den 24 augusti 2010. https://web.archive.org/web/20100824041425/http://www.trackandfield.se/Resultat/2008/080803.htm. Läst 20 maj 2013.
3. ↑  ”Stora SM 2010, dag 4”. trackandfield.se. Arkiverad från originalet den 27 september 2013. https://web.archive.org/web/20130927090733/http://www.trackandfield.se/resultat/2010/100822.htm. Läst 2 september 2013.
4. ↑  ”Stafett-SM 2012”. trackandfield.se. http://www.trackandfield.se/resultat/2012/120908_09.htm. Läst 17 april 2013.
5. 1 2 3  Wiger 2006, s. 251.
6. ↑  ”Stafett-SM 2006”. idrottonline.se. Arkiverad från originalet den 10 juni 2015. https://web.archive.org/web/20150610132850/http://www2.idrottonline.se/ImageVaultFiles/id_35895/cf_359/2006StafettSM.pdf. Läst 19 april 2013.
7. ↑  ”Stora inne-SM 2005, resultat” (pdf). mai.se. Arkiverad från originalet den 23 november 2015. https://web.archive.org/web/20151123081015/http://www.mai.se/resultat/resultatlista-ism.2005.pdf. Läst 12 april 2015.
8. 1 2 3 4 5 6 7 8 9  ”Personsida på AllAthletics” (på engelska). all-athletics.com. Arkiverad från originalet den 24 september 2016. https://web.archive.org/web/20160924024722/http://www.all-athletics.com/node/148662. Läst 23 september 2016.
9. ↑  ”Stora SM / Falun”. friidrott.se. 20 augusti 2010. Arkiverad från originalet den 24 september 2016. https://web.archive.org/web/20160924015456/http://www.friidrott.se/live.aspx?id=179&3. Läst 23 september 2016.
10. ↑  ”European Athletics Championships - Barcelona 2010” (på engelska). european-athletics.org. http://www.european-athletics.org/competitions/european-athletics-championships/history/year=2010/results/index.html. Läst 6 april 2017.
11. 1 2 3 4 5  ”Personsida på European Athletics' webbplats” (på engelska). european-athletics.org. http://www.european-athletics.org/athletes/group=b/athlete=133231-bourdin-helene/index.html. Läst 23 september 2016.
12. ↑  ”Personsida hos IAAF” (på engelska). iaaf.org. https://www.iaaf.org/athletes/sweden/helene-nordquist-242594. Läst 23 september 2016.